# CCR7
La CC chemochina recettore di tipo 7 è una proteina che negli esseri umani è codificata dal gene CCR7.

CCR7 è stato recentemente denominato CD197 (cluster di differenziazione 197).

## Funzione
La proteina codificata da questo gene è un recettore membro della famiglia dei recettori accoppiati alle proteine G. Tale recettore è stato identificato come un gene indotto dal virus di Epstein-Barr (EBV), e si pensa sia un mediatore degli effetti dell'EBV sui linfociti B. Tale recettore è espresso in vari tessuti linfoidi ed attiva linfociti B e T.

È stato dimostrato che controlla la migrazione delle cellule T della memoria verso vari organi linfatici, come ad esempio i linfonodi, e che stimola la maturazione delle cellule dendritiche.

La chemochina ligando 19 (CCL19/ELC) è stata dimostrata essere un ligando specifico di questo recettore.

## Significato clinico
Il segnale di CCR7 è noto svolgere un ruolo rilevante anche nelle metastasi linfonodali.